# Halasi Gyula
Halasi Gyula (polgári nevén Hack Gyula) (Salgótarján, 1916. december 23.– Nagyvárad, 1989. szeptember 5.) erdélyi magyar színművész, Halasi Erzsébet apja.

## Életpályája
1937–1941 között a szegedi Városi Színházban játszott, 1941-től 1977-ig, amikor nyugdíjba küldték,  a nagyváradi színház oszlopos tagja volt. A második világháború idején a Szovjetunióba hurcolták, ahol öt évig volt fogságban.
Főleg drámai és vígjátéki figurákat alakított több száz főszerepben. Drámai hősszerepeket alakított nagy átérzéssel. Könnyen tudott kapcsolatot teremteni a nézőkkel.
Nagyváradon ma utca viseli a nevét.

## Főbb szerepei
- Ásvay Zoltán (Harsányi Zsolt: A bolond Ásvayné)
- Biberach (Katona József: Bánk bán)
- Posa márki  (Friedrich Schiller: Don Carlos)
- Ferdinand (Friedrich Schiller: Ármány és szerelem )
- Karandisev (Alekszandr Nyikolajevics Osztrovszkij: A hozomány nélküli lány)
- George (John Steinbeck: Egerek és emberek)
- Möbius (Friedrich Dürrenmatt: A fizikusok)
- Kopjáss (Móricz Zsigmond: Rokonok)
- Clausen  (Gerhart Hauptmann: Naplemente előtt).
- Cațavencu (Ion Luca Caragiale: Az elveszett levél)